# Georg Friedrich Grotefend
Georg Friedrich Grotefend (Hannoversch Münden, 1775. június 9. – Hannover, 1853. december 15.) német gimnáziumi protektor, igazgató, a hannoveri líceum igazgatója, az ékírás megfejtője.

## Életpályája
Iskolai tanulmányait szülővárosában kezdte. Ezt követően Ilfeldben pedagógiát, majd Göttingeni Egyetemen filológiát tanult. 1797-ben segédtanár a göttingeni gimnáziumban, 1803-ban a Frankfurt am Mainben a gimnázium protektora, majd igazgatója. 1817-ben tudományos egyesületet alapít a német nyelv tanulmányozására. 1821-ben a hannoveri líceum igazgatója. 1849-ben nyugdíjazzák.

## A perszepoliszi ékírás megfejtése
27 éves korában fogadásból vállalkozott az ékírás megfejtésére. A perszepoliszi feliratok különbözőek voltak. Egyes táblákon három oszlopban sorakoztak a feliratok. A görög történetírók alapján ismert volt a régi perzsák, és a perszepoliszi uralkodók története, valamint az a tény, hogy Kürosz i. e. 540 körül megsemmisítő csapást mért a babilóniakra. Feltételezte, hogy a feliratok egyikét a hódítók nyelvén írták. További feltevés volt, hogy a központi középső oszlopot, mint a legfontosabbat óperzsa nyelven írták. Feltüntek visszatérő, különálló jelcsoportok, melyek a „király”-t jelenthetik. Segítségére volt ebben Carsten Niebuhr 1778-as könyve, amelyben közölte a perszepoliszi feliratok másolatait, valamint 1800-ban megjelenő tanulmánya, ahol kifejtette a „király” és „királyok királya” jelentésű jelcsoportok értelmezését. Nem sokkal később már odáig jutott, hogy Niebuhr másolatainak egyes hibáit is kiszűrte, így Dareiosz és Xerxész nevében az r és h jelek különbözőségét.
Elmélete a következő volt: 
„X - király, Z fia,
Y - király, X - király fia ...” 
Tehát egy nemzedék felsorolása, ahol Z nem volt király. Ezek szerint a felsorolás így néz ki: nagyapa, apa, és fia. Az apa, és fia király volt, a nagyapa nem. A megbízhatónak tartott görög forrásokban próbált meg a feltételeknek megfelelő királyokat találni (figyelembe véve, az eltérő kezdőbetüket, a jelek számát stb). A két lehetőségből Kambüszész kiesett, mert neki az unokája is Kambüszész volt, és a feliraton nem volt ismétlődő név. Így a királyok Dareiosz és Xerxész. A Zend-Avesztából (a perzsák szent könyveiből) tudta, hogy a Hüsztaszpész név perzsa nyelven Gostasp, Gustasp, Kistasp vagy Vistasp nevekkel azonos. Az ékírás kibetűzése megkezdődött. Ezek után a javítások, tökéletesítések következtek. Grotefend 29 jel megfejtését tette közzé, ezzel úgy hitte, a teljes óperzsa jellistát megfejtette. Ebből azonban alig tíz bizonyult időtállóan helyesnek. Rengeteg kritikusa akadt, sokan egyáltalán nem hitték el, hogy sikerült elolvasni a feliratokat, mások pedig a hibáira mutattak rá, és ezért utasították el. Grotefend a hátralévő életében semmilyen hivatalos elismerést nem kapott az ékírás megfejtésének megindításáért.
A két elsőként elolvasott név:
| jel | javasolt olvasat | mai olvasat |  | jel | javasolt olvasat | mai olvasat |
| --- | ---------------- | ----------- |  | --- | ---------------- | ----------- |
| 𐎭   | D                | da          |  | 𐎧   | KH               | xa          |
| 𐎠   | A                | a           |  | 𐏁   | S                | ša          |
| 𐎼   | R                | ra          |  | 𐎹   | H                | ya          |
| 𐎹   | H                | ya          |  | 𐎠   | A                | a           |
| 𐎺   | E                | va          |  | 𐎼   | R                | ra          |
| 𐎢   | U                | u           |  | 𐏁   | S                | ša          |
| 𐏁   | S                | ša          |  | 𐎠   | A                | a           |

A megfejtés további menete az ismert betűk behelyettesítése volt további ismert jelentésű szavakba, a „király” jelentésű jelcsoport hét karakteréből ötnek már volt hangértéke (KH.S.A.H.?.?.H), a maradék kettőt az avesztai khseio alapján I és O hangértékként határozta meg (ezeknek mai olvasata: θa és i, a király olvasata tehát xa-ša-a-ya-θa-i-ya).
Több, mint harminc év elmúltával a francia Émile Burnouf, és a norvég Christian Lassennek jelent meg értekezése 1836-ban, ami lényeges felfedezést jelentett.

## Publikációi
- Praevia de cuneatis quas vocant inscriptionibus Persepolitanis legendis et explicandis relatio (Előzetes jelentés a perszepoliszi úgynevezett ékírásos feliratok olvasásáról és értelmezéséről), Göttingen, 1802.
- Arnold Hermann Ludwig Heeren: Ideen über die Politik, den Verkehr und den Handel der vornehmsten Völker der Alten Welt (Gondolatok az Óvilág legjelesebb népeinek politikájáról, érintkezéséről, kereskedelméről), 2. kiadásban mellékletként: Grotefend: Über die Erklärung der Keilschriften und besonders der Inschriften von Persepolis (Az ékírás és különösen a perszepoliszi feliratok megfejtéséről)